# Спінет

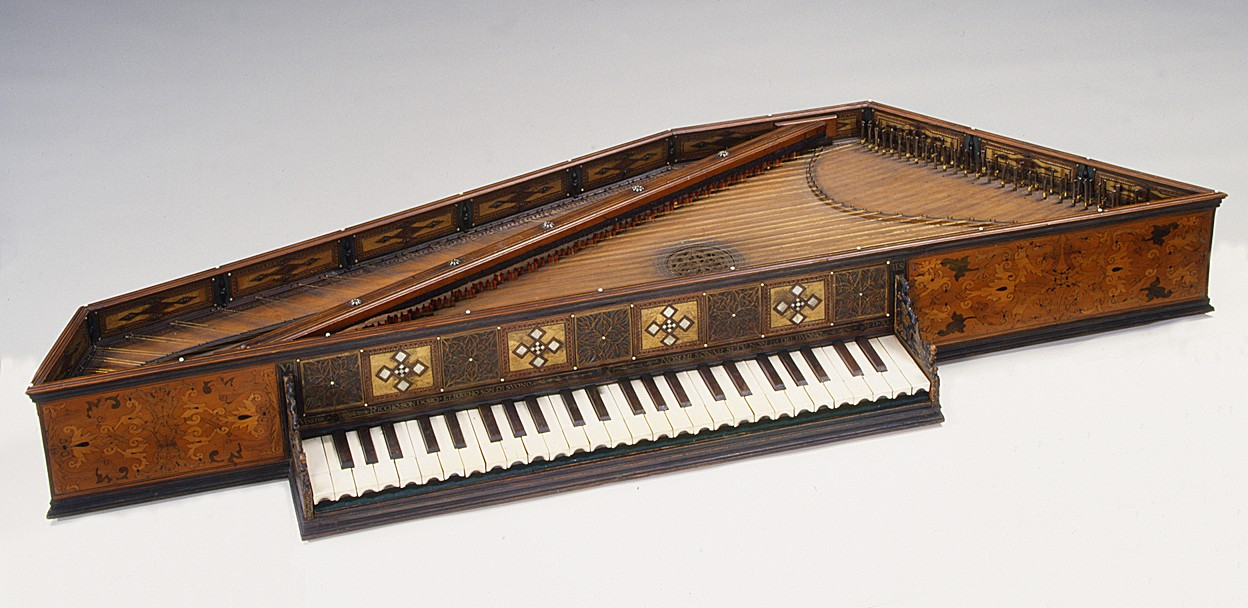
Спінет, виготовлений у Італії, 1540, Музей мистецтва Метрополітен

Спінет (лат. spina — шип, колючка) — струнний щипковий інструмент, різновид клавесину. Має невеликий крилоподібний або трапецієподібний корпус, 1 мануал, струни для забезпечення діапазону від 2 до 4 октав.

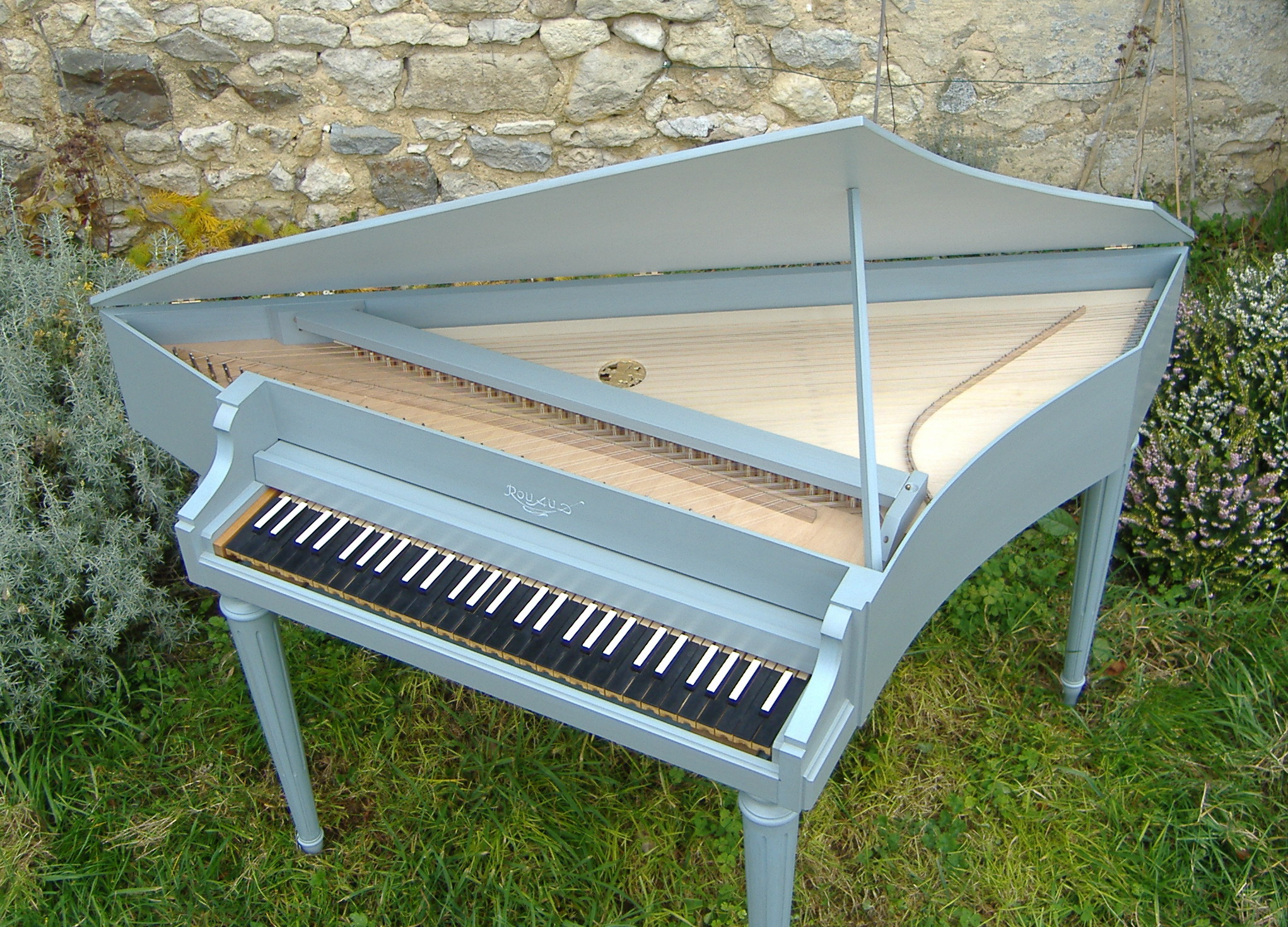
Спінет

Іншими словами це невеликий клавесин з щипковими струнами. Спінет був дуже популярним у XVIII столітті. Зовні цей інструмент трохи схожий на рояль. Він має корпус, який стоїть на чотирьох підставках. У спінета одна клавіатура і один ряд струн. На відміну від інших різновидів клавесина струни спінета натягнуті по діагоналі зліва направо. Головною частиною корпусу спінета є клавіатура. Зверху розташовується кришка, піднявши яку можна побачити струни, конфігураційні кілки і штеги.
Тональний діапазон інструмента досить великий — приблизно чотири октави. Це дозволяє виконувати на спінеті не тільки програмні класичні твори, а й різні імпровізації.
Для виготовлення спінета використовується мідь і дерево. Корпус інструмента дерев'яний, а струни робляться з міді. Спінет не займає багато місця, адже вважається «домашнім» інструментом. Висота інструмента може досягати вісімдесяти сантиметрів, а ширина — не більше півтора метра.
Цікавий факт назви інструмента. Є версія, що слово «спінет» є похідним від латинського «spina», що означає «шип». У Франції в XVII ст. цим словом називали всі щипкові інструменти.
На сьогодні спінет, швидше, музейний експонат, ніж музичний інструмент. Однак його ще можна зустріти у складі деяких оркестрів.